# Світовий конгрес гагаузів
Світовий конгрес гагаузів (гаг. Dünnää gagauzların kongresi) проводиться раз на 3 роки в столиці АТУ Гагаузія місті Комрат. Цей захід збирає гагаузів зі всього світу.

## Конгреси

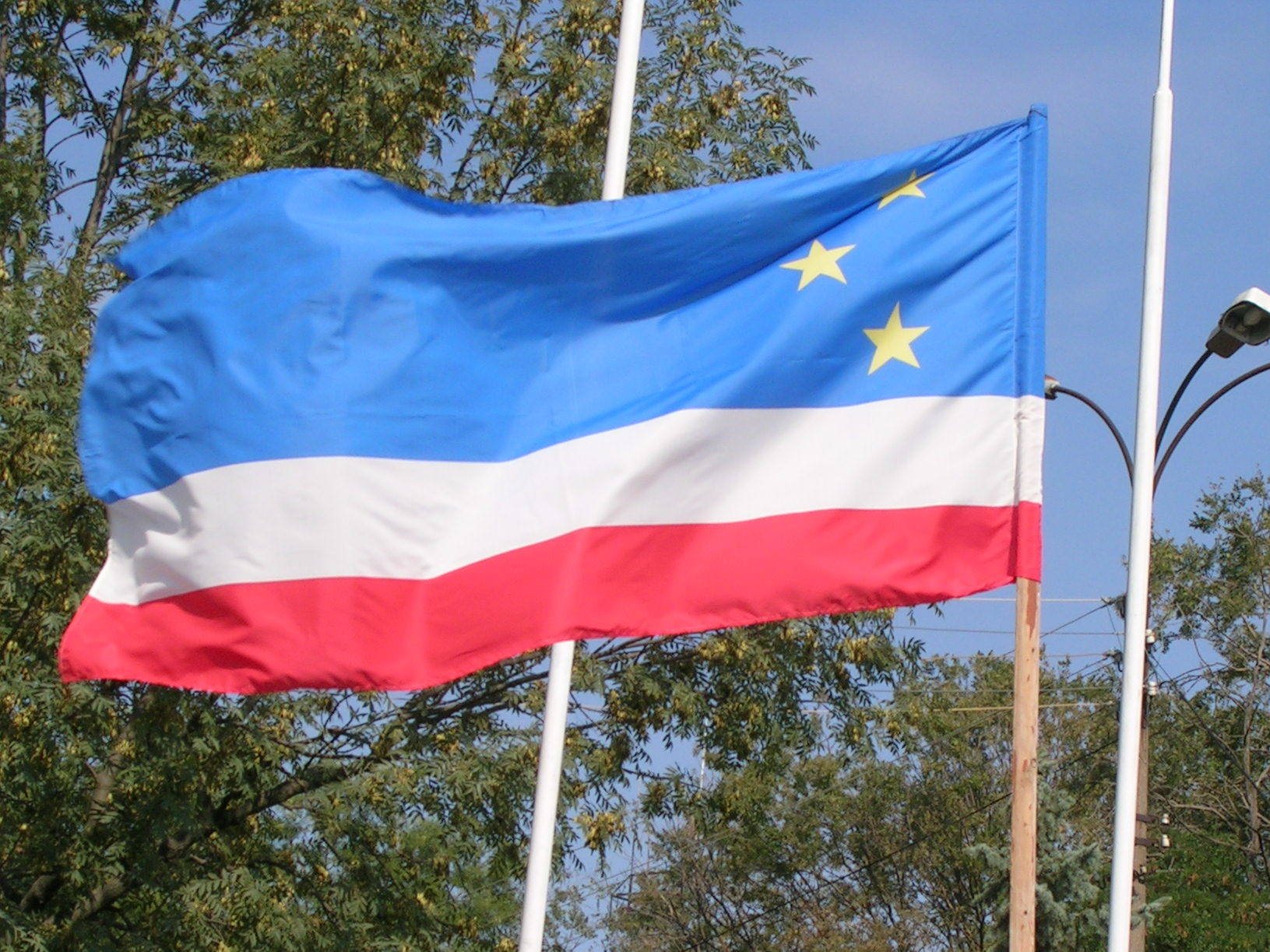
Прапор Гагаузії на Конгресі гагаузів у 2009 році

### I конгрес
Перший конгрес гагаузів за всю історію автономного утворення організований у 2006 році і проходив з 20 по 21 липня. Протягом двох днів учасники знайомилися з історією і життям Гагаузії, відвідали її культурно-історичні підприємства. У конгресі взяли участь близько 220 делегатів з Болгарії, Греції, Росії, України, Туреччини, Канади, США, Бразилії і ряду інших країн світу, де є гагаузькі діаспори. Основна мета конгресу виконана — в цій думці зійшлися всі учасники цієї події. Конгрес успішно сприяв встановленню тісних соціально-економічних і культурних зв'язків між Гагаузією і представниками гагаузької діаспори за кордоном. 

### II конгрес
Другий конгрес гагаузів відбувся в 2009 році з 18 по 19 серпня. Спочатку по центральній вулиці Комрата відбувся парад національних фольклорних колективів Гагаузії та інших країн. Потім на центральній площі урочисто відбувся обхід національних господарств різних міст і сіл Гагаузії. Були представлені національні костюми, страви, макети будинків і різні вистави. Ввечері організований концерт за участю іноземних мистецьких колективів та колективів Гагаузії, а також гагаузьких і молдовських зірок.

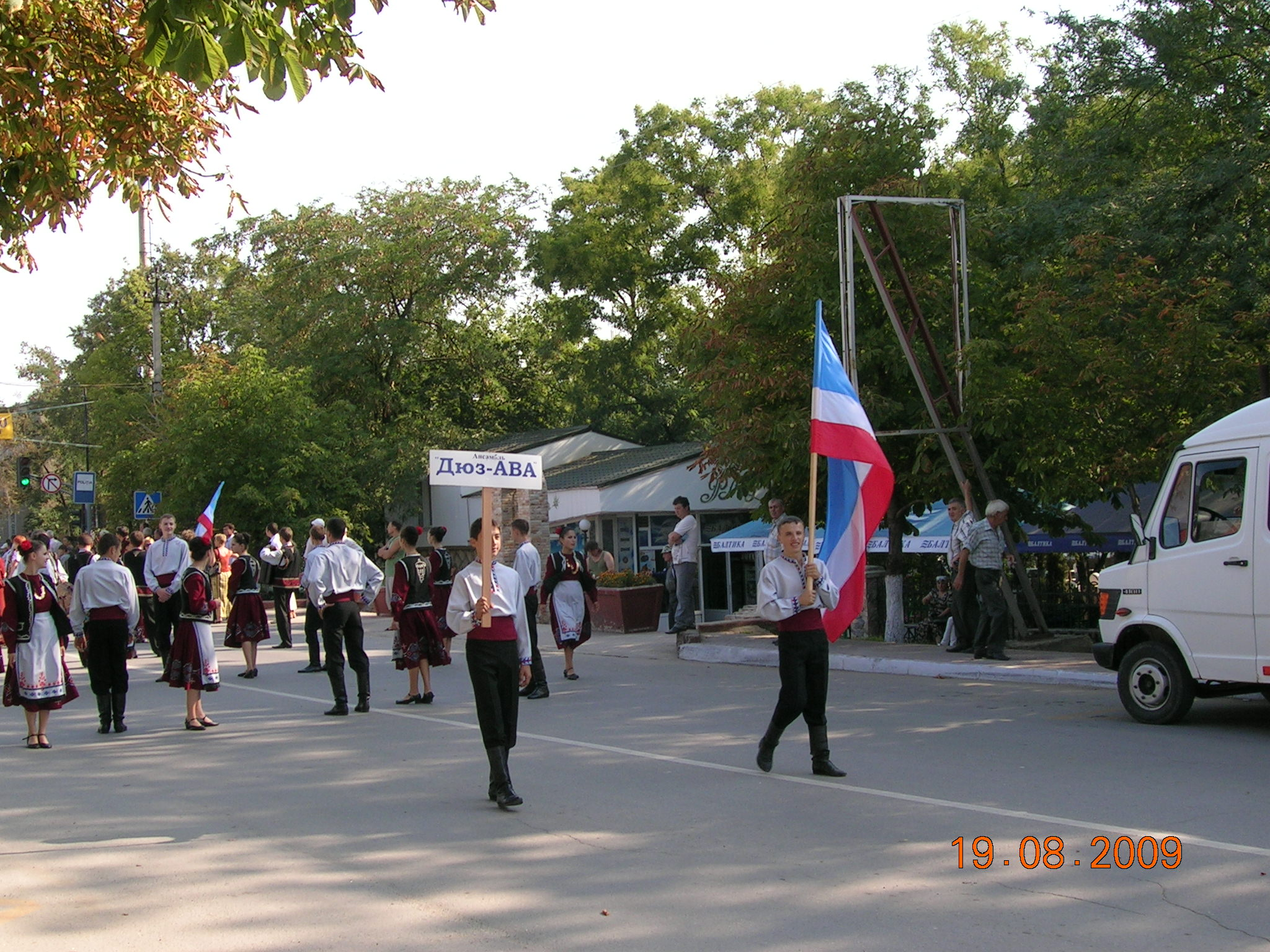
Хода національних танцювальних колективів по вулиці Леніна
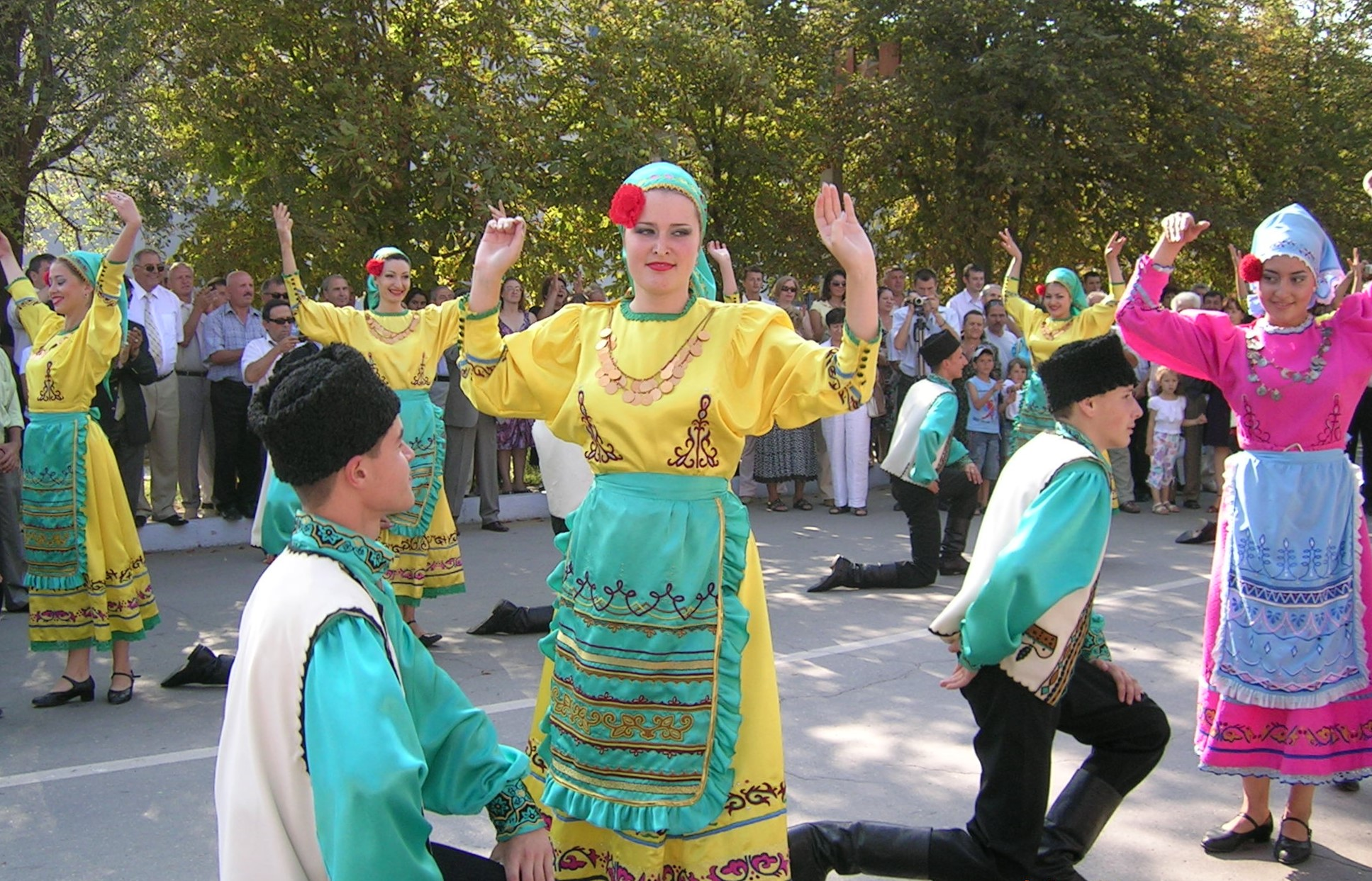
Танцювальний колектив "Кадинжа"
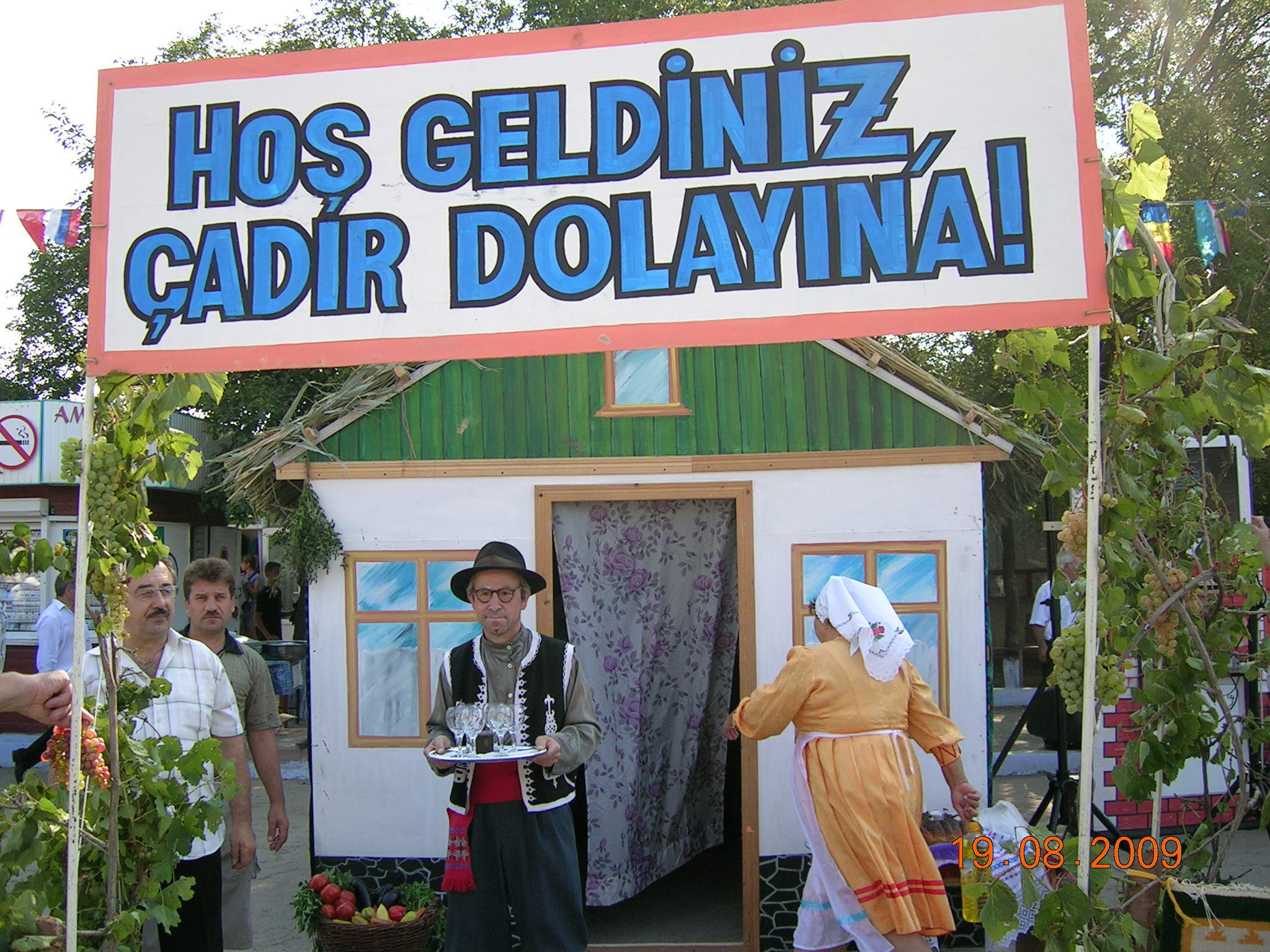
Представники міста Чадир-Лунга
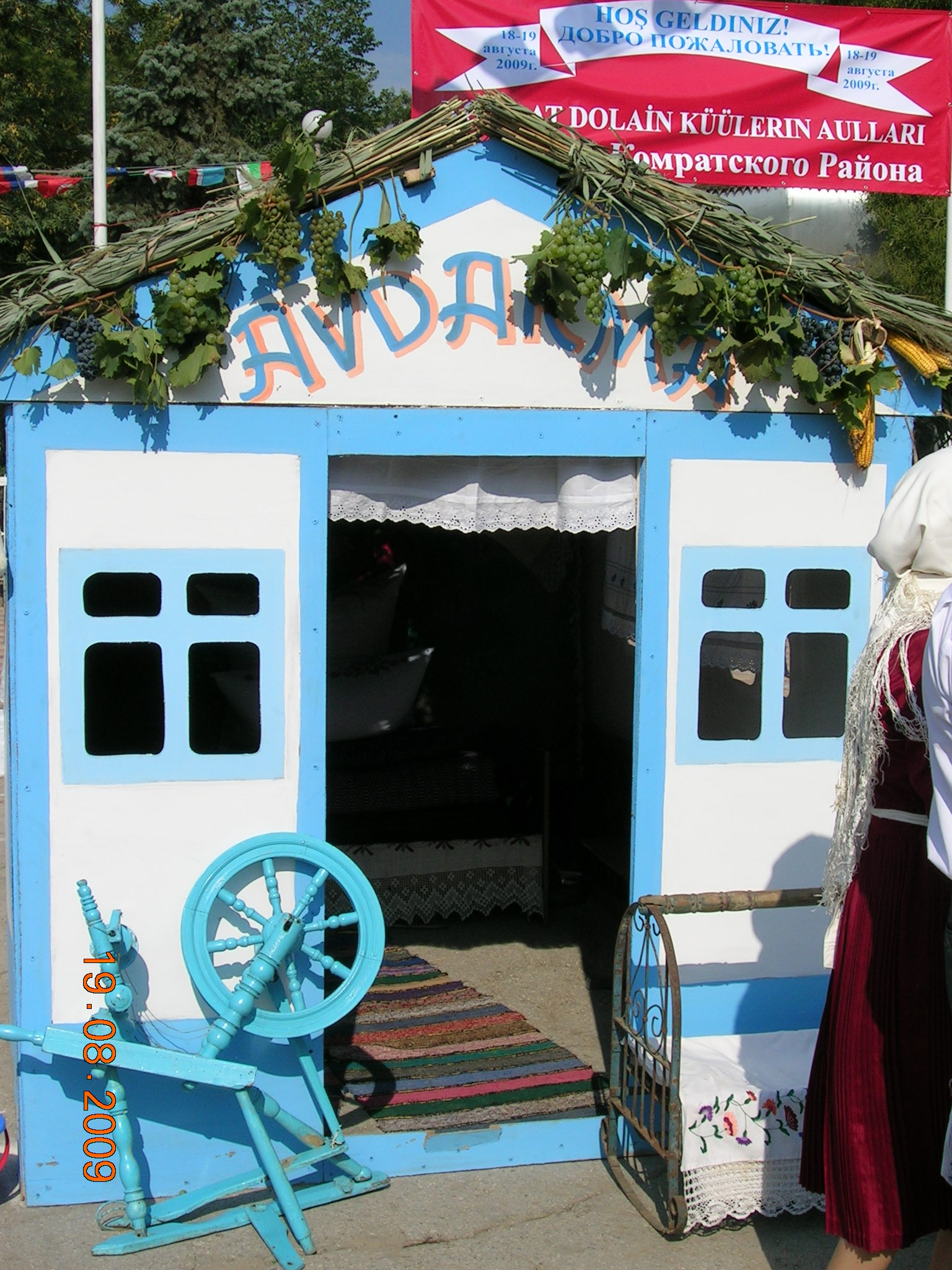
Приклад будиночка в селі Авдарма
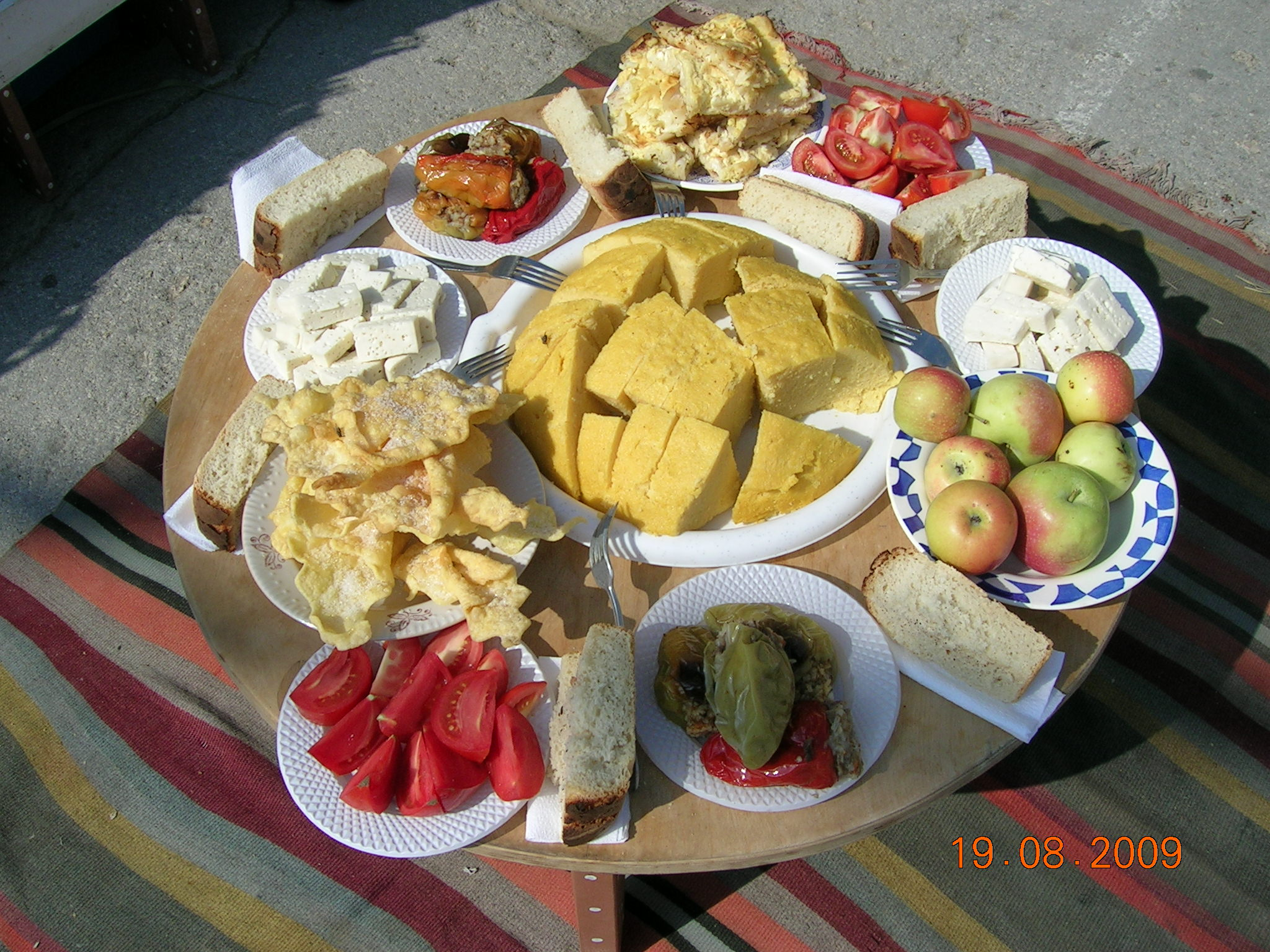
Національна їжа гагаузів
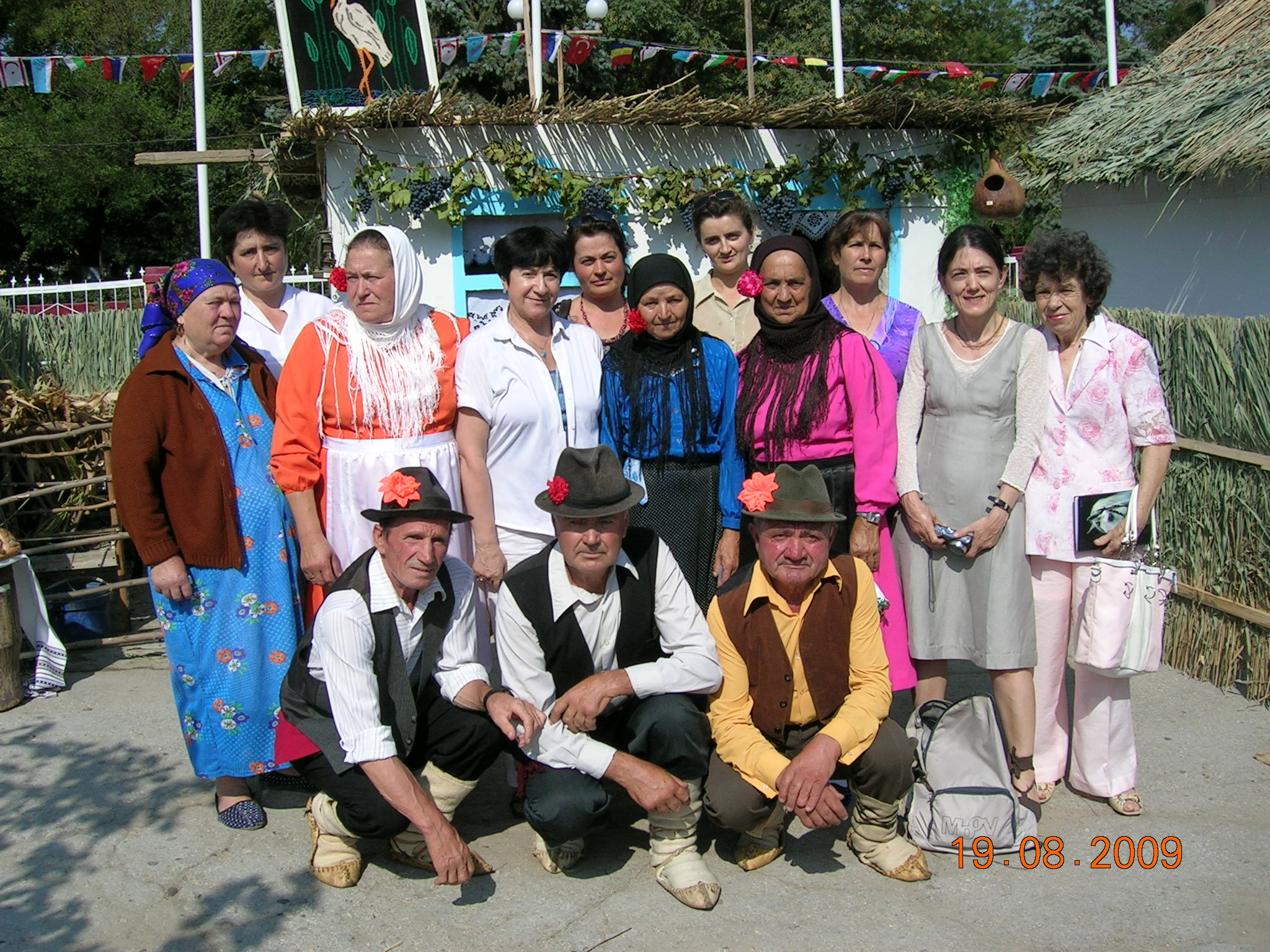
Гагаузи зі всього світу
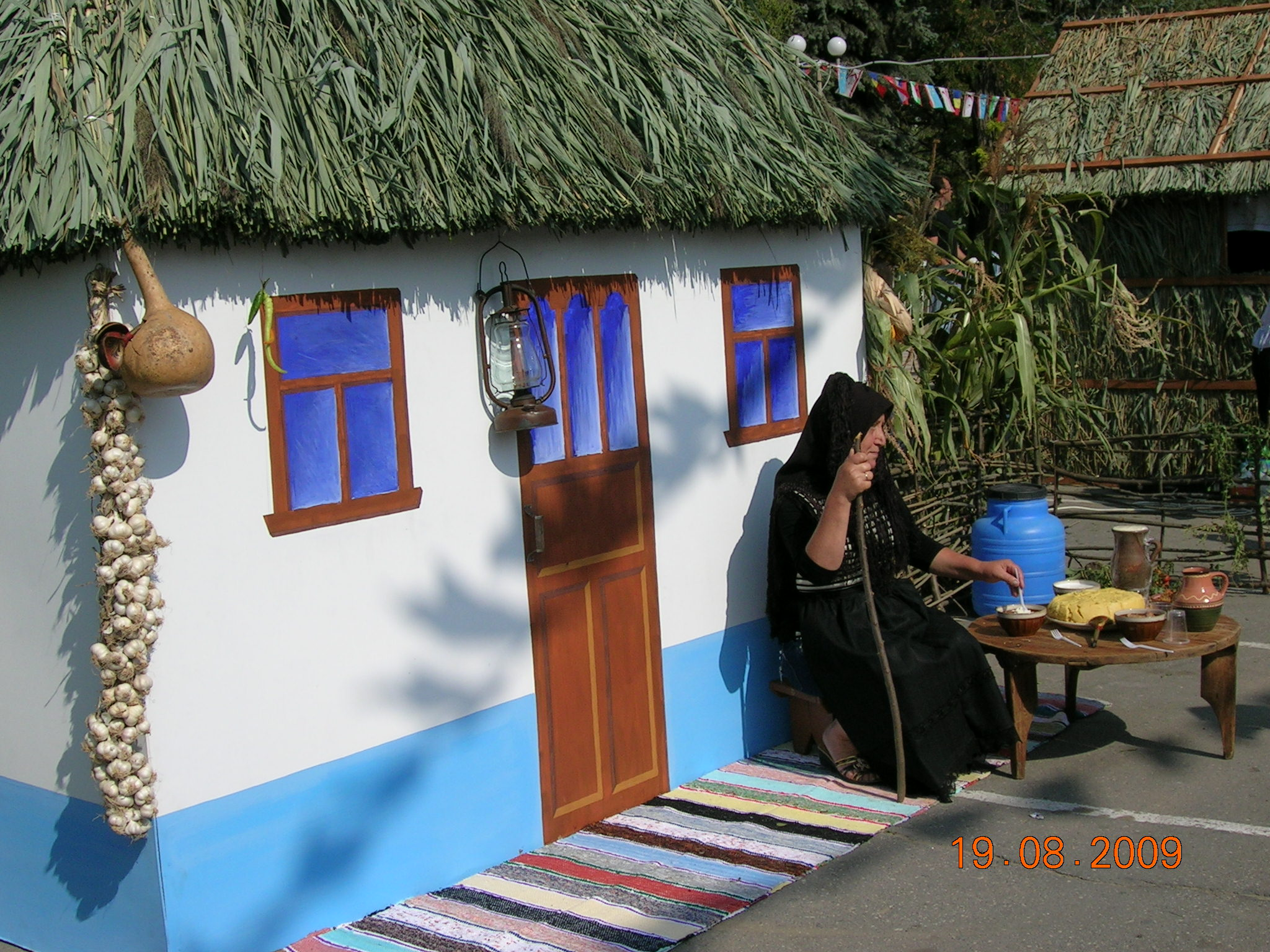
Традиційний гагаузький будиночок
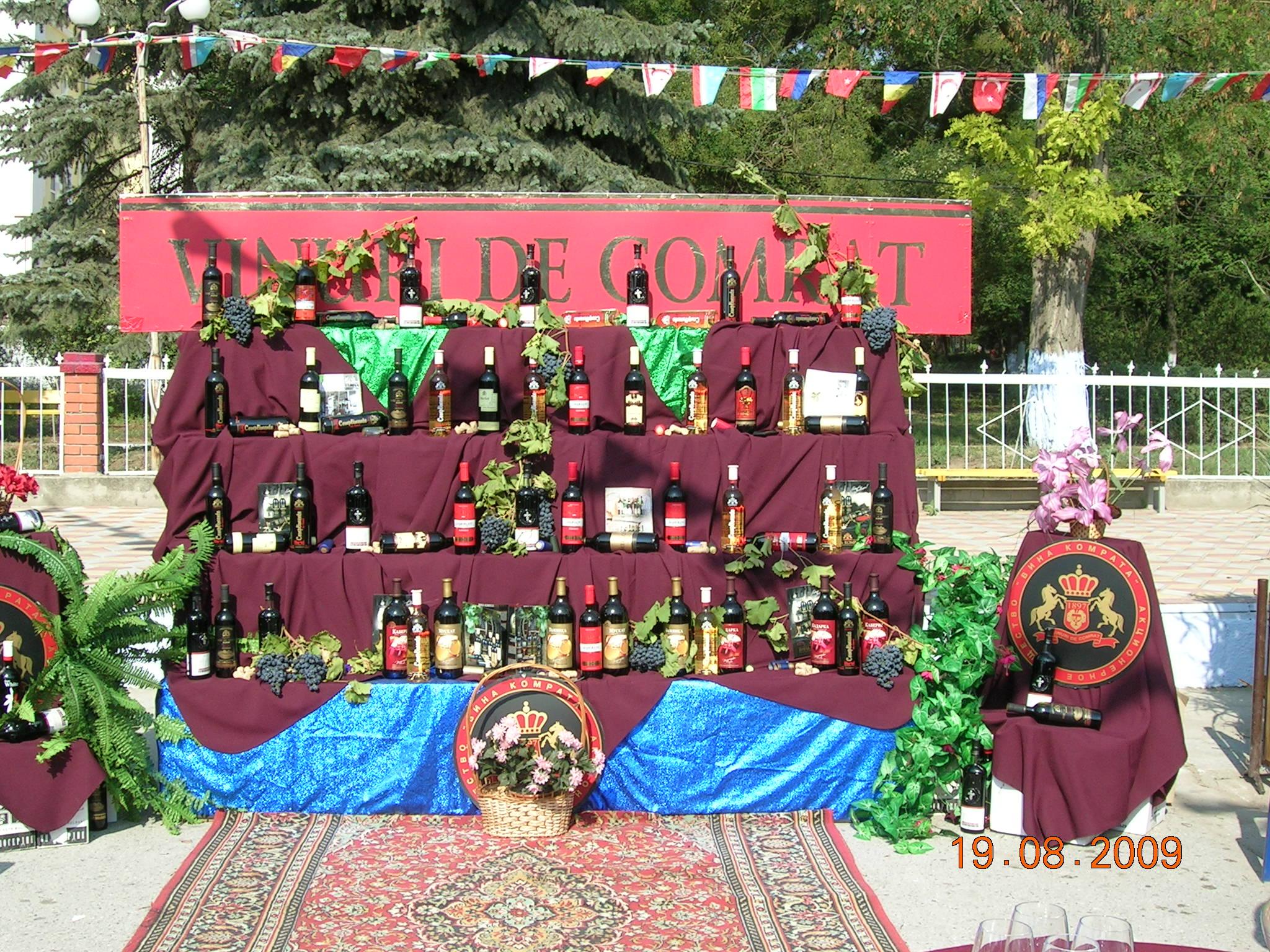
Виставка "Вина Комрат"

### III конгрес
Третій конгрес відбувся в 2012 році з 2 по 3 листопада. Захід було перенесено з серпня на листопад через вибори у парламент Гагаузії, які відбулися 9 вересня 2012 року. Також 4 листопада Гагаузія святкує День вина, тому учасники конгресу змогли відвідати цей захід. Близько 200 представників гагаузів прибуло з 18 країн світу на третій всесвітній конгрес. Найбільше гагаузів приїхало з України, Росії, Болгарії, Греції.

### IV конгрес
Четвертий конгрес відбувся 5—6 травня 2017 року. До всесвітнього конгресу гагаузів був підготовлений фільм про гагаузів України. Також складено журнал "Більгіляр" про наукові досягнення Гагаузії. Дата проведення IV конгресу гагаузів збіглася з приїздом в Гагаузію багатьох високопоставлених гостей. Серед них — прем'єр-міністр Туреччини Біналі Йилдирим, президент Молдови Ігор Додон, прем'єр-міністр Молдови Павло Філіп а також представники 20 держав, де проживають гагаузи.

## Аналог
Грецькі гагаузи проводять аналогічний захід у Греції, під назвою Гьорюшме (Görüşme). У Гьорюшме запрошуються так само діаспори гагаузів з усіх країн. Мета заходу Гьорюшме аналогічна Світового конгресу гагаузів
- 1 гьорюшме - ? рік.
- 2 гьорюшме - 5 жовтня, 2008 рік.
- 3 гьорюшме - 19-20 липня, 2013 рік.
- 4 гьорюшме - 4-5-6 вересня, 2015 рік.
- 5 гьорюшме - 15-16-17 вересня 2017 рік.